# Ябланишкий Поток
Ябланишкий Поток (словен. Jablaniški Potok) — поселення в общині Шмартно-при-Літії, Осреднєсловенський регіон, Словенія. 
Висота над рівнем моря: 378,8 м.